# 东门镇 (扶绥县)
东门镇，是中华人民共和国广西壮族自治区崇左市扶绥县下辖的一个乡镇级行政单位。

## 行政区划
东门镇下辖以下地区：
东门社区、板包村、佰党村、郝佐村、六头村、岜楼村、渠荣村、布练村、旧城村、自尧村、卜葛村、那江村、那巴村、江边村、岭南村、驮达村和广西壮族自治区国营东门林场生活区。